# Jeff Rector
Jeffrey „Jeff“ Alan Rector (* 12. September 1958 in St. Louis, Missouri) ist ein US-amerikanischer Schauspieler, Filmregisseur, Filmproduzent und Drehbuchautor.

## Leben
Rector wurde am 12. September 1958 in St. Louis als Sohn von Harlan und Joan Rector geboren; der Schauspieler Jerry Rector ist sein Zwillingsbruder. Er wuchs in den US-Bundesstaaten Michigan und Kalifornien auf. In Kalifornien arbeitete er in den Universal Studios Hollywood als Tour Guide. Ersten Kontakt mit dem Schauspiel erhielt er während seiner Zeit an der Taft High School in Woodland Hills, wo er im Schultheater mitwirkte. Er studierte am Valley College/Moorpark College Sprache und Telekommunikation und beendete sein Studium mit dem Associate of Arts.
1987 gab Rector in einer Nebenrolle im Spielfilm Wall Street sein Schauspieldebüt. 1990 spielte er gemeinsam mit seinem Zwillingsbruder in der Episode Versuchskaninchen (Raumschiff Enterprise – Das nächste Jahrhundert) der Fernsehserie Raumschiff Enterprise – Das nächste Jahrhundert als Alien mit. 1995 wirkte er am Computerspiel Phantasmagoria, 1996 am Computerspiel Fox Hunt mit. 2010 war er im Film Dinocroc vs. Supergator in der Rolle des Stewart Taft zu sehen. 2012 moderierte er das Burbank International Film Festival. 2014 erhielt er Rollenbesetzungen in dem vom Filmstudio The Asylum produzierten Spielfilmen American Warships 2 und Bachelor Night: Auf nach Vegas!. 2017 war er im Musikvideo zum Lied Superhero der Gruppe Falling in Reverse zu sehen.

## Filmografie (Auswahl)

### Schauspiel
- 1987: Wall Street
- 1988: Dr. Hackenstein (Doctor Hackenstein)
- 1990: Raumschiff Enterprise – Das nächste Jahrhundert (Star Trek: The Next Generation, Fernsehserie, Episode 3x18)
- 1990: Normal Life (Fernsehserie, Episode 1x03)
- 1990: Todesspur Chinatown (Chinatown Connection)
- 1990: Harley Biker Town
- 1990: Ein gesegnetes Team (Father Dowling Mysteries, Fernsehserie, Episode 3x03)
- 1991: Street Soldiers
- 1992: Hellmaster
- 1993: The Secrets of Lake Success (Miniserie, 3 Episoden)
- 1993: Dr. Memos Zeitmaschine (Marching Out of Time)
- 1994: Magic Kid II
- 1994: Death Riders
- 1994: Love Street 1: I Dreamed of Angels Crying (Kurzfilm)
- 1994: Love Street (Fernsehserie, Episode 2x12)
- 1995: Fist of Justice
- 1995: Terminal Force (Galaxis)
- 1995: Legion of the Night
- 1995: Tornado Run
- 1995: The Darkening
- 1995: Run Like Hell
- 1995: Compromising Situations (Fernsehserie, Episode 2x06)
- 1996: Glut der Begierde (Friend of the Family II)
- 1996: Sliders – Das Tor in eine fremde Dimension (Sliders, Fernsehserie, Episode 3x11)
- 1996: Obsession Kills – Verbotene Spiele (The Killer Inside)
- 1996: Fox Hunt
- 1996: Dinosaur Valley Girls
- 1996: Beverly Hills Bordello (Fernsehserie, Episode 1x11)
- 1997: SFN: Science Fiction News (Fernsehserie)
- 1997: Rapid Assault – Entscheidung im Atlantik (Rapid Assault)
- 1997: Ohne Erbarmen – Eine Familie des Hasses (In My Sister's Shadow, Fernsehfilm)
- 1997: Madam Savant – Das Haus der Laster (Madam Savant)
- 1998: New York Cops – NYPD Blue (NYPD Blue, Fernsehserie, Episode 5x13)
- 1998: Kraa! The Sea Monster
- 1998: One Foot in the Grave
- 1999: Nightfall
- 1999: Beverly Hills, 90210 (Fernsehserie, Episode 9x22)
- 1999: Playboy’s Tales of Erotic Fantasies
- 2000: City Guys (Fernsehserie, Episode 4x16)
- 2000: Never Look Back
- 2000: Luna Butterflys (Kurzfilm)
- 2001: Firestorm Rising
- 2001: Black Scorpion (Fernsehserie, 2 Episoden)
- 2002: The Circuit 2: The Final Punch
- 2002: Fatal Kiss (Fernsehfilm)
- 2003: Pray Another Day (Kurzfilm)
- 2004: Scarecrow Gone Wild
- 2005: Veronica Mars (Fernsehserie, Episode 1x11)
- 2006: Miami Vice Uncensored!
- 2006: FBI Guys (Kurzfilm)
- 2006: The Theory of Everything – Glaube und Wissenschaft (The Theory of Everything)
- 2006: Trapped! (Fernsehfilm)
- 2007: Cry of the Winged Serpent (Fernsehfilm)
- 2007: Revamped
- 2007: InAlienable
- 2008: Alle hassen Chris (Everybody Hates Chris, Fernsehserie, Episode 3x21)
- 2008: Solar Flare
- 2008: Winged Creatures
- 2008: Tales from Dark Fall (Fernsehserie, Episode 1x01)
- 2008: Dark World
- 2009: Signal Lost (Kurzfilm)
- 2009: Vampire in Vegas
- 2009: Reich und Schön (The Bold and the Beautiful, Fernsehserie, Episode 1x5536)
- 2009: Untote wie wir – Man ist so tot, wie man sich fühlt (The Revenant)
- 2009: Lost in the Woods
- 2009: Gene Simmons: Family Jewels (Fernsehserie, 3 Episoden)
- 2010: Invincible Scripture
- 2010: Dinocroc vs. Supergator (Fernsehfilm)
- 2011: True Jackson (True Jackson, VP, Fernsehserie, Episode 3x11)
- 2012: The Muse
- 2012: The Board Room (Kurzfilm)
- 2012: How I Met Your Mother (Fernsehserie, Episode 8x08)
- 2012: A Night at the Silent Movie Theater
- 2013: White T
- 2014: American Warships 2 (Bermuda Tentacles, Fernsehfilm)
- 2014: Bachelor Night: Auf nach Vegas! (Bachelor Night)
- 2014: Bombshell (Kurzfilm)
- 2014: Reconciled (Kurzfilm)
- 2015: How Superman Defeated the KKK (Fernsehfilm)
- 2015: The End (Kurzfilm)
- 2015: How We Got Here (Fernsehserie, Episode 1x12)
- 2015: The Martial Arts Kid
- 2015: Homes of Horror (Fernsehserie, Episode 3x08)
- 2016: Spider and the Frog (Kurzfilm)
- 2016: $elfie Shootout
- 2016: Model Family (Kurzfilm)
- 2016: Love Is in the Air (Kurzfilm)
- 2016: The Admired (Kurzfilm)
- 2017: Feud (Fernsehserie, Episode 1x02)
- 2017: Blood Relatives (Fernsehserie)
- 2017: American Horror Story (Fernsehserie, Episode 7x07)
- 2017–2019: Trumped! (Fernsehserie, 13 Episoden)
- 2017–2020: The Admired (Fernsehserie, 10 Episoden)
- 2018: An Hour to Kill
- 2018: Reverse Heaven
- 2019: The Face of Evil (Fernsehserie, Episode 1x01)
- 2019: Buried in the Backyard – Mord verjährt nicht (Buried in the Backyard, Fernsehdokuserie, Episode 2x09)
- 2019: Surge of Dawn
- 2019: Automation
- 2019: Don’t Talk About Jesus! (Kurzfilm)
- 2019: Crazy Love (Fernsehdokuserie, Episode 1x04)
- 2020: Sunset Glory: Doolittle’s Heroes (Fernsehserie, 2 Episoden)
- 2020: American Dream
- 2020: Sunrise in Heaven
- 2020: A Beautiful Day in the Park (Kurzfilm)
- 2020: One Night in L.A. (Kurzfilm)
- 2020: A Night in Paris (Kurzfilm)
- 2020: A Christmas Love
- 2020: The Soaring Solo Salon
- 2021: Save the Wedding (Fernsehfilm)
- 2021: Operation Varsity Blues – Der College Bestechungsskandal (Operation Varsity Blues: The College Admissions Scandal, Dokumentation)
- 2021: Bad President
- 2021: American Mobster: Retribution
- 2021: On Air with Ka$h (Fernsehserie, Episode 3x06)
- 2021: American Gangster: Trap Queens (Fernsehserie, Episode 2x09)
- 2021: Dangerous Snow Day
- 2022: Coincidental Romance
- 2022: Outcast Academy (Fernsehserie)
- 2022: Sharknado vs Leprechaun (Kurzfilm)
- 2022: Before Pushing Someone’s Love Away, Watch This (Kurzfilm)
- 2022: The Red Tide Massacre
- 2023: John Doe (Kurzfilm)
- 2023: Ape vs. Mecha Ape
- 2023: Holiday Twist
- 2024: The DeMarco Crew
- 2024: Hustlers Gamblers and Crooks (Fernsehdokumentation)

### Regie
- 1997–1999: SFN: Science Fiction News (Fernsehserie)
- 2002: Fatal Kiss (Fernsehfilm)
- 2003: Pray Another Day (Kurzfilm)
- 2007: Revamped
- 2010: Science Fiction News (Fernsehserie)
- 2012: The Board Room (Kurzfilm)
- 2017–2019: Trumped! (Miniserie, 9 Episoden)
- 2020: A Beautiful Day in the Park (Kurzfilm)
- 2020: One Night in L.A. (Kurzfilm)
- 2020: A Night in Paris (Kurzfilm)
- 2022: Sharknado vs Leprechaun (Kurzfilm)
- 2024: 2023 TZIFF Awards Show (Fernsehspezial)

### Produktion
- 1997–1999: SFN: Science Fiction News (Fernsehserie)
- 2002: Fatal Kiss (Fernsehfilm)
- 2003: Pray Another Day (Kurzfilm)
- 2007: Revamped
- 2010: Science Fiction News (Fernsehserie)
- 2012: The Board Room (Kurzfilm)
- 2015: The End (Kurzfilm)
- 2017–2019: Trumped! (Miniserie, 13 Episoden)
- 2020: A Beautiful Day in the Park (Kurzfilm)
- 2020: The Royal Palace (Kurzfilm)
- 2020: One Night in L.A. (Kurzfilm)
- 2020: A Night in Paris (Kurzfilm)
- 2021: Bad President
- 2022: Sharknado vs Leprechaun (Kurzfilm)
- 2023: John Doe (Kurzfilm)
- 2024: 2023 TZIFF Awards Show (Fernsehspezial)

### Drehbuch
- 1997–1999: SFN: Science Fiction News (Fernsehserie)
- 2002: Fatal Kiss (Fernsehfilm)
- 2003: Pray Another Day (Kurzfilm)
- 2007: Revamped
- 2010: Science Fiction News (Fernsehserie)
- 2012: The Board Room (Kurzfilm)
- 2015: The End (Kurzfilm)
- 2017–2019: Trumped! (Miniserie, 13 Episoden)
- 2020: A Beautiful Day in the Park (Kurzfilm)
- 2020: The Royal Palace (Kurzfilm)
- 2020: One Night in L.A. (Kurzfilm)
- 2020: A Night in Paris (Kurzfilm)
- 2022: Sharknado vs Leprechaun (Kurzfilm)
- 2023: John Doe (Kurzfilm)
- 2024: 2023 TZIFF Awards Show (Fernsehspezial)

### Synchronisationen
- 2020: Bigfoot Junior – Ein tierisch verrückter Familientrip (Bigfoot Family, Animationsfilm)
- 2020: No Sleep Tonight Horror Radio Show Ep3 – Bad Candy House (Podcastserie)

## Trivia
- Er hat eine Katzenallergie und reagiert auf einige Hunderassen allergisch.[5]